# 中快餐饮
深圳中快餐饮集团有限公司，簡稱中快餐饮，是中國一家餐飲供應商，總部位於深圳，主要通過食堂承包方式為普通高等学校、中学、企業、事业单位、医院、写字楼提供餐飲服務。中快餐饮在中國設立24家子公司。該企業歷史可以追溯到1994年，創始人是江西廬山人李平金。1994年，李平金承包南昌万寿宫的食堂，1995年又承包江西科技学院的食堂。1999年起，中快餐饮由快餐店向食堂连锁轉型。2004年，李平金收购一家深圳公司。截至2022年11月，中快餐饮承包中國高校700多个食堂项目。

## “鼠头鸭脖”食品安全事件
2023年6月1日，江西工业职业技术学院瑤湖校區有學生表示自己在第一食堂吃到了老鼠頭，而該食堂由中快餐饮的子公司江西中快后勤服务有限公司承包。“鼠头鸭脖”食品安全事件引发了大量舆情与争议。当时一位在食堂用餐的学生在饭菜中吃出一个老鼠头，随后学校和当地市场监管部门声称据调查所涉异物系鸭脖，为正常食物；还声称当事学生已作出书面说明对视频内容进行澄清。事后江西省教育厅、省公安厅、省国资委、省市场监督管理局等部门组成的联合调查组调查发现涉事异物确系鼠头，但已丢弃。6月19日，江西工业职业技术学院称已與江西中快后勤解約。

## “金蝉脱壳”
鼠头鸭脖事件发生后，江西中快又全资控股成立了名为峡禾餐饮管理有限公司的一家新公司。其法定代表人仍系朱氏人士。網友批評，爆出這麼大的食安問題，涉事公司「毫髮未傷」是「中國餐飲的悲哀」，促當局追究到底，认为中快餐饮是換馬甲再搞錢。